# Genilac
Genilac est une commune française, qui appartient au département de la Loire en région Auvergne-Rhône-Alpes.
Bâtie sur une colline qui domine la vallée du Gier, entre Saint-Étienne à l'ouest et Lyon à l'est, et faisant face  au massif du Pilat, elle appartient à la bordure orientale des monts du Lyonnais. Avec 3 866 habitants en 2020 contre 3192 en 1999, elle connaît une forte croissance démographique. La proximité de nombreux réseaux de transport et sa situation géographique à mi-chemin de ces  deux villes en font une commune attractive entre ces deux pôles urbains de la région Rhône-Alpes dont elle devient une banlieue résidentielle.
La commune actuelle est le résultat de l'association en 1973 des communes de Saint-Genis-Terrenoire et La Cula qui jusqu'en 1794 n'en formaient qu'une seule : Saint-Genis-Terrenoire a donné Geni et La Cula a donné lac.
À la suite d'un référendum local, les habitants de Genilac ont choisi de s'appeler les Genilacois et les Genilacoises mais ils n'ont pas accepté la fusion des communes. Auparavant ils étaient souvent surnommés les  Mouriets en référence à la mourine ou poussière de charbon dont étaient recouverts les anciens mineurs.

## Géographie

### Situation

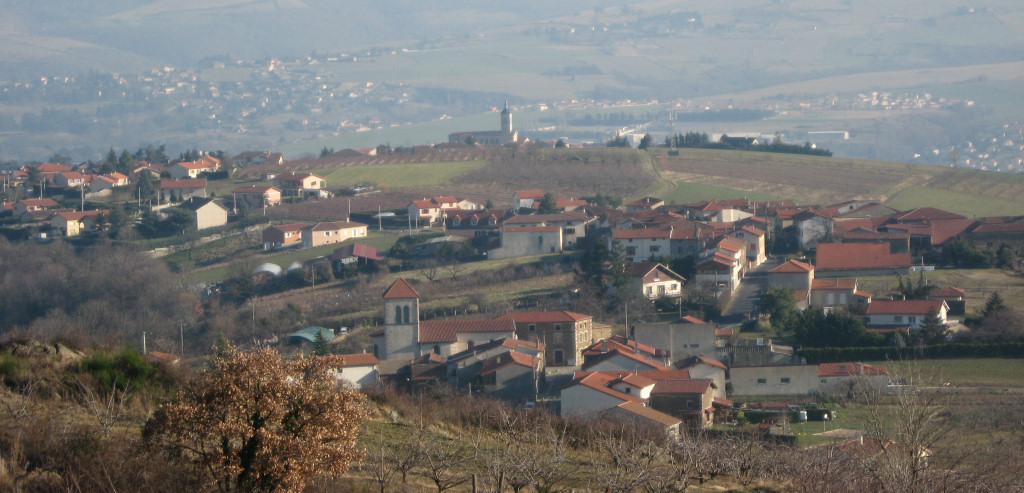
La Cula (commune de Genilac).

La commune est située au sud du département de la Loire, à 4 km de Rive-de-Gier, à 43 km au sud-ouest de Lyon et à 24 km à l'est de Saint-Étienne. Les habitants de la commune bénéficient  de la proximité du réseau de communications de la vallée du Gier desservie par la voie ferrée et de  l'autoroute 47 :
- l'autoroute A47 est accessible par l'échangeur du Sardon situé en limite de la commune, en direction de Saint-Étienne ou Lyon par Givors. La D 42 permet d'accéder à l'Ouest lyonnais par le plateau de Mornant et la D 88 à Saint Chamond en traversant la conurbation vallée du Gier. Le projet de l'autoroute A45 traverse la commune dans sa partie nord en provenance de Cellieu vers Saint-Martin-la-Plaine ;
- la desserte ferroviaire en direction de Saint-Étienne vers la gare de Saint-Étienne-Châteaucreux et en direction de Lyon vers la gare de Lyon-Part-Dieu et de Lyon-Perrache est assurée à partir de Rive de Gier par plus de 70 allers-retours par jour ouvrable.

|         | Saint-Romain-en-Jarez |                        |
| Chagnon | Genilac               | Saint-Martin-la-Plaine |
| Lorette | Rive-de-Gier          |                        |

### Topographie
- Le territoire communal, d'une superficie de 8,67 km2[6], est localisé au sud-ouest du Plateau lyonnais[7] en bordure du talus qui domine la dépression du Gier.

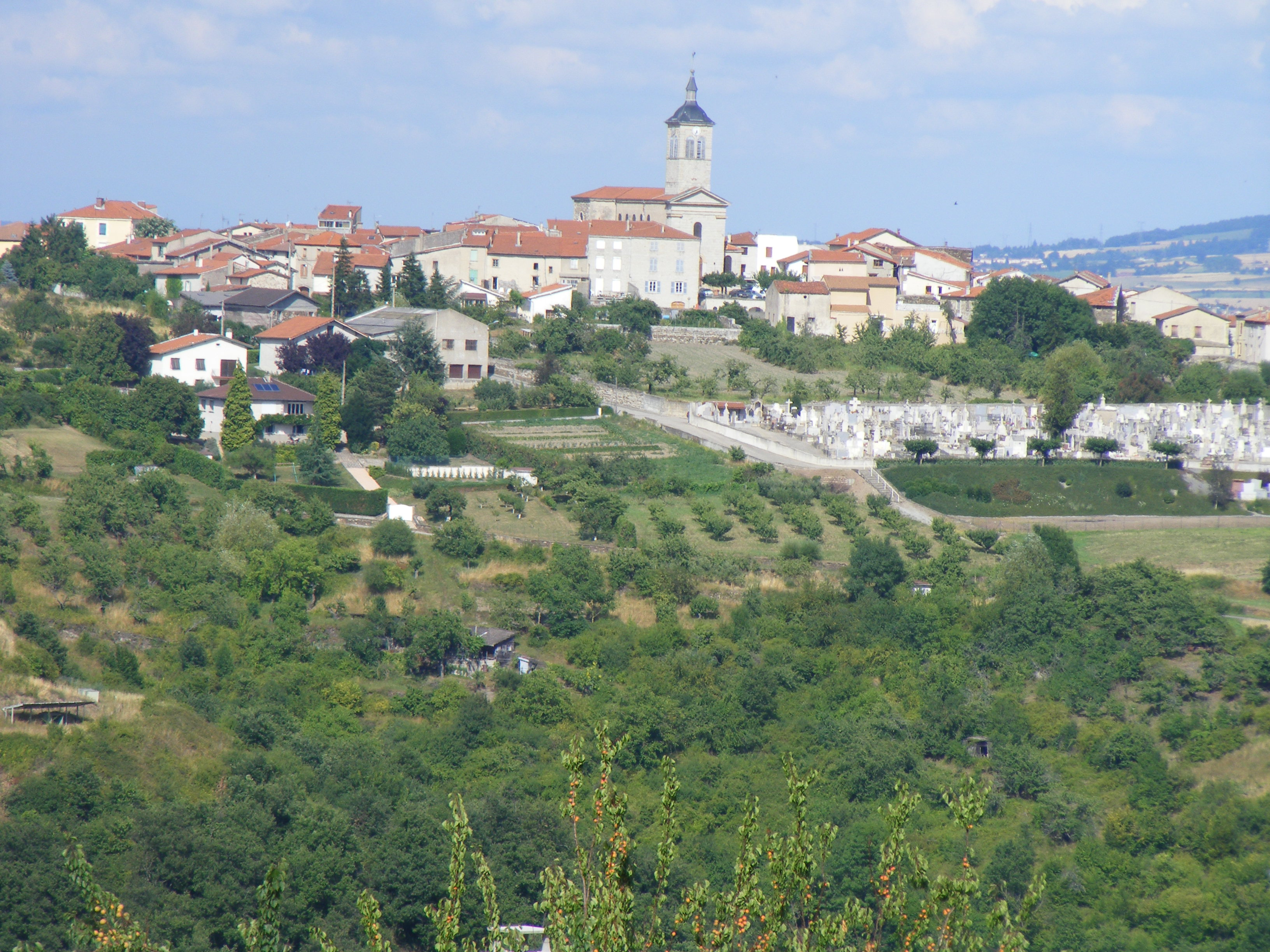

Il est dominé au nord par l'escarpement du massif du Châtelard qui appartient à la ligne de crêtes des monts du Lyonnais. Il en résulte un fort dénivelé de 588 mètres d'altitude au nord, à 255 mètres au contact du bassin houiller du Gier. L'encaissement des cours d'eau affluents du Gier est un autre caractère du paysage.

### Climat
Pour des articles plus généraux, voir Climat d'Auvergne-Rhône-Alpes et Climat de la Loire.
En 2010, le climat de la commune est de type climat océanique dégradé des plaines du Centre et du Nord, selon une étude du Centre national de la recherche scientifique s'appuyant sur une série de données couvrant la période 1971-2000. En 2020, Météo-France publie une typologie des climats de la France métropolitaine dans laquelle la commune est exposée à un climat de montagne ou de marges de montagne et est dans la région climatique Nord-est du Massif Central, caractérisée par une pluviométrie annuelle de 800 à 1 200 mm, bien répartie dans l’année.
Pour la période 1971-2000, la température annuelle moyenne est de 11,2 °C, avec une amplitude thermique annuelle de 17,4 °C. Le cumul annuel moyen de précipitations est de 779 mm, avec 8,9 jours de précipitations en janvier et 6,4 jours en juillet. Pour la période 1991-2020, la température moyenne annuelle observée sur la station météorologique de Météo-France la plus proche, « Saint-Didier-sous-Riverie », sur la commune de Chabanière à 7 km à vol d'oiseau, est de 11,6 °C et le cumul annuel moyen de précipitations est de 855,5 mm,. Pour l'avenir, les paramètres climatiques de la commune estimés pour 2050 selon différents scénarios d'émission de gaz à effet de serre sont consultables sur un site dédié publié par Météo-France en novembre 2022.

## Urbanisme

### Typologie
Au 1er janvier 2024, Genilac est catégorisée ceinture urbaine, selon la nouvelle grille communale de densité à sept niveaux définie par l'Insee en 2022.
Elle appartient à l'unité urbaine de Saint-Étienne, une agglomération inter-départementale regroupant 32  communes, dont elle est une commune de la banlieue,,. Par ailleurs la commune fait partie de l'aire d'attraction de Lyon, dont elle est une commune de la couronne,. Cette aire, qui regroupe 397 communes, est catégorisée dans les aires de 700 000 habitants ou plus (hors Paris),.

### Occupation des sols
L'occupation des sols de la commune, telle qu'elle ressort de la base de données européenne d’occupation biophysique des sols Corine Land Cover (CLC), est marquée par l'importance des territoires agricoles (56,3 % en 2018), en diminution par rapport à 1990 (59 %). La répartition détaillée en 2018 est la suivante : 
cultures permanentes (33,4 %), zones urbanisées (25,3 %), zones agricoles hétérogènes (17,1 %), forêts (11,2 %), prairies (5,9 %), milieux à végétation arbustive et/ou herbacée (4,9 %), zones industrielles ou commerciales et réseaux de communication (2,2 %). L'évolution de l’occupation des sols de la commune et de ses infrastructures peut être observée sur les différentes représentations cartographiques du territoire : la carte de Cassini (XVIIIe siècle), la carte d'état-major (1820-1866) et les cartes ou photos aériennes de l'IGN pour la période actuelle (1950 à aujourd'hui).

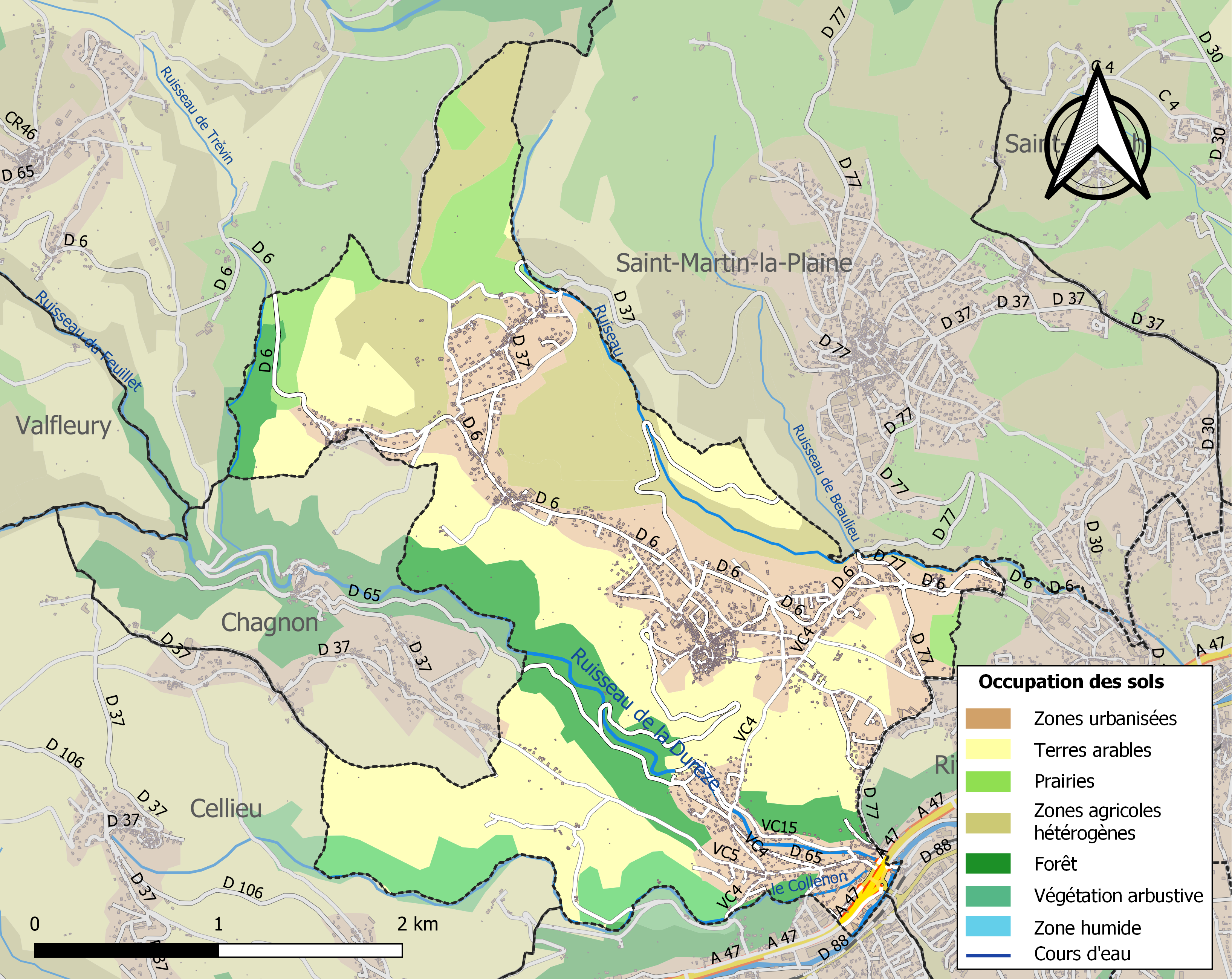
Carte des infrastructures et de l'occupation des sols de la commune en 2018 (CLC).

## Toponymie
Issue de la fusion en 1973 de Saint-Genis-Terrenoire et de La Cula. Le nom de la nouvelle commune est formé de (Saint) Geni(s) et La C(ula).
Le  nom de Saint-Genis que l'on trouve aussi sous la forme de Genès ou Genest, assez répandu dans le Lyonnais, provient soit du nom du comédien romain martyrisé sous Dioclétien ou de Genès de Lyon qui y fut évêque au VIIe siècle. Terra Nigra  ou « Terre noire » atteste l'ancienneté de l'exploitation superficielle du charbon de terre dans cette partie du Bassin houiller du Gier. La Cula a pour origine un nom d'homme latin Cullius suivi du suffixe -acum.

## Histoire
- Ce sont les vestiges de l'aqueduc du Gier qui témoignent de  l'occupation du territoire à l'époque gallo-romaine mais aucune trace d'habitat permanent n'a été mise au jour.
- Le territoire de la paroisse  primitive était délimité par la Durèze, le Feloin et le Gier. Les premiers documents qui attestent l'existence de la paroisse de Sanctus Genesis de Terra Nigra sont du XIIe siècle.
- Paroisse de l'archidiocèse de Lyon, Saint-Genis-Terrenoire faisait partie au début du Moyen Âge d'une région frontière située à la marge occidentale du Saint-Empire romain germanique[20]. Les terres du Royaume des Burgondes étant revenues en héritage à Otton Ier du Saint-Empire, celui-ci fit des chanoines de l'Église de Lyon les suzerains temporels de la ville et des territoires adjacents. Frédéric Barberousse, affranchit la ville par la Bulle d'or de 1167 et céda en même temps une grande partie de ses droits suzerains aux archevêques. C'est ainsi qu'entre 1203 et 1226 que Renaud II de Forez, devenu archevêque de Lyon, fit fortifier de nombreux villages ou villes du Comté de Lyon dont Saint-Genis-Terrenoire (Genilac) afin de les protéger de diverses menaces extérieures et montrer sa puissance à ses rivaux et voisins, en particulier, la famille de Roussillon installée à Riverie et Châteauneuf (Loire).

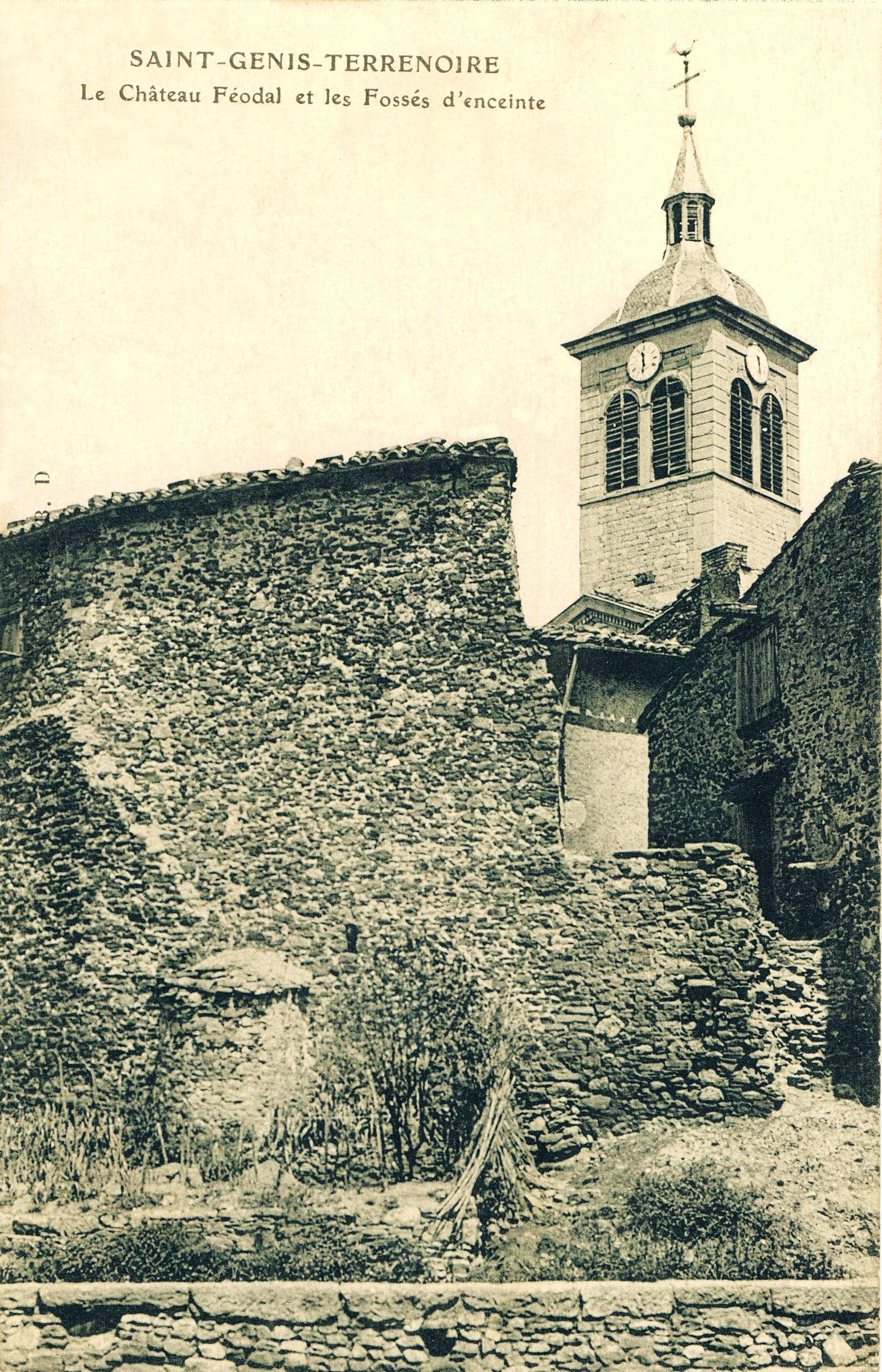
Saint-Genis Terrenoire vers 1910 : le château féodal.

- Dès la fin du XIIe siècle, le chapitre de chanoines de Saint-Just de Lyon encourageait l'exploitation du charbon sur le territoire de la paroisse comme le montre un livre terrier daté de 1187[21]. En 1297, la Commanderie  des hospitaliers de Chazelles-sur-Lyon avait acquis d'Étienne de Saint-Priest le droit d'exploiter des carrières ou perrières de charbon situées près d'un  chemin entre le bourg et le Reclus (hameau situé aujourd'hui sur la commune de Lorette[22]. En 1448, ces droits furent acquis par le Chapitre de Saint-Just puis rattachés à l'obéance de Dargoire[23]. Influencés semble-t-il par Jacques Cœur, qui avait au XVe siècle développé la recherche minière dans les Monts du Lyonnais, les prélats ont compris l'intérêt économique de ce nouveau combustible qui apporte un profit non négligeable malgré des conditions d'exploitation très précaires. En 1540, Guillaume Paradin, doyen de Beaujeu et auteur des Annales du Lyonnais et du Beaujolais avait fait  de Saint-Genis-Terrenoire le point de départ de l'extraction de la houille et de la quincaillerie dans la vallée Gier "À Saint Genis Terre-noire et à Saint-Chaumont, sont des mines de bon charbon de pierre…"… Mais le principal profict qui vient est des forges, au moyen de quoi est le Gierest fort fréquenté de certaines races de posvres éstrangiers forgerons. Saint-Genis Terrenoire au début du XXe siècle - Vue générale vers le sud-est.

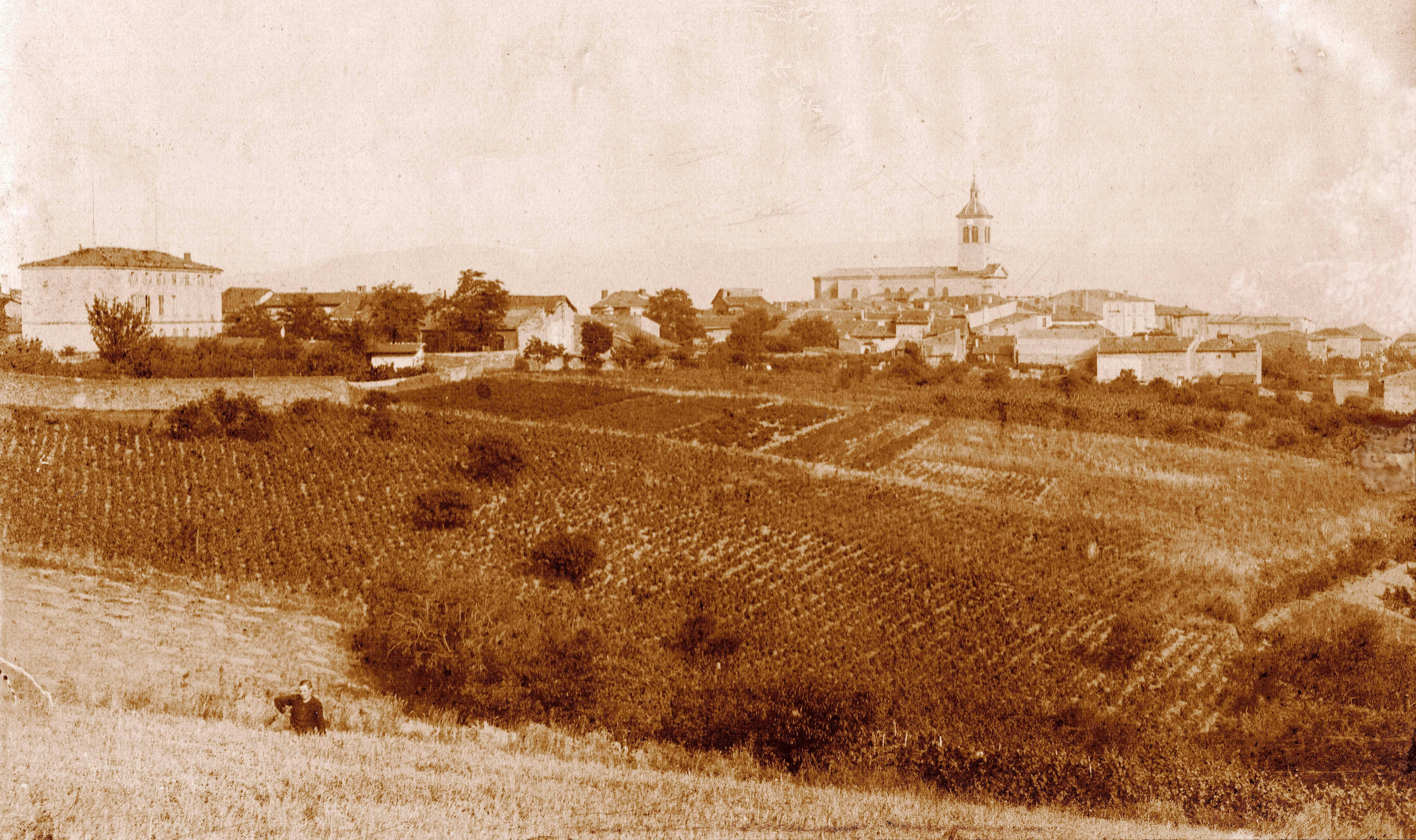
Saint-Genis Terrenoire au début du XXe siècle - Vue générale vers le sud-est.

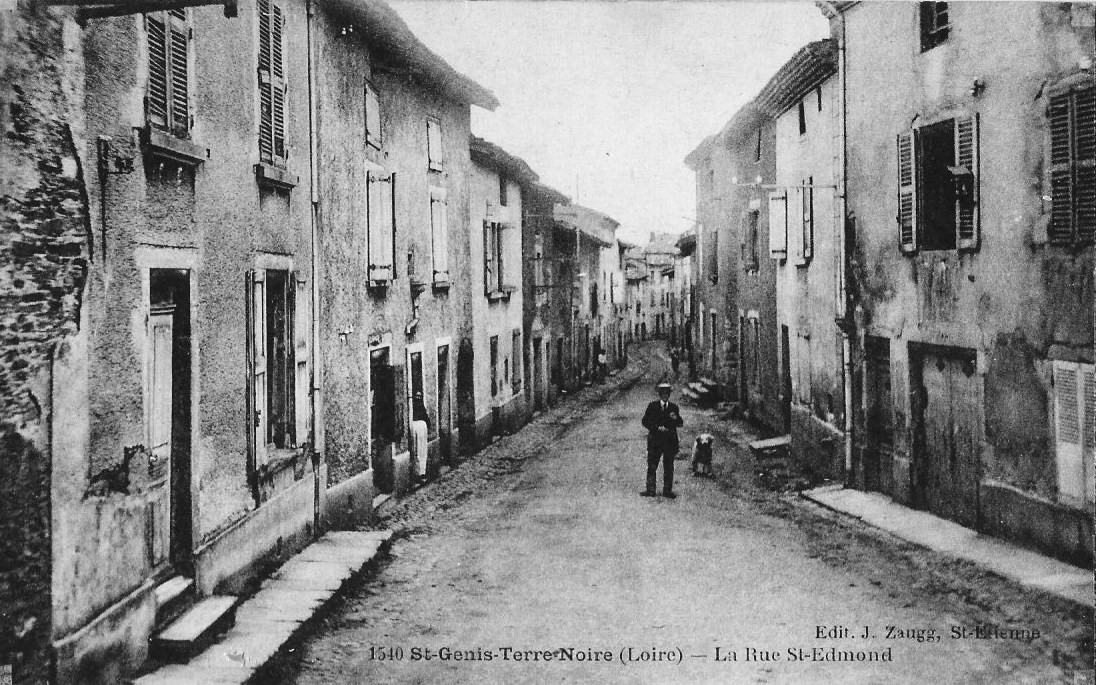
no 1 La rue Saint-Ennemond.
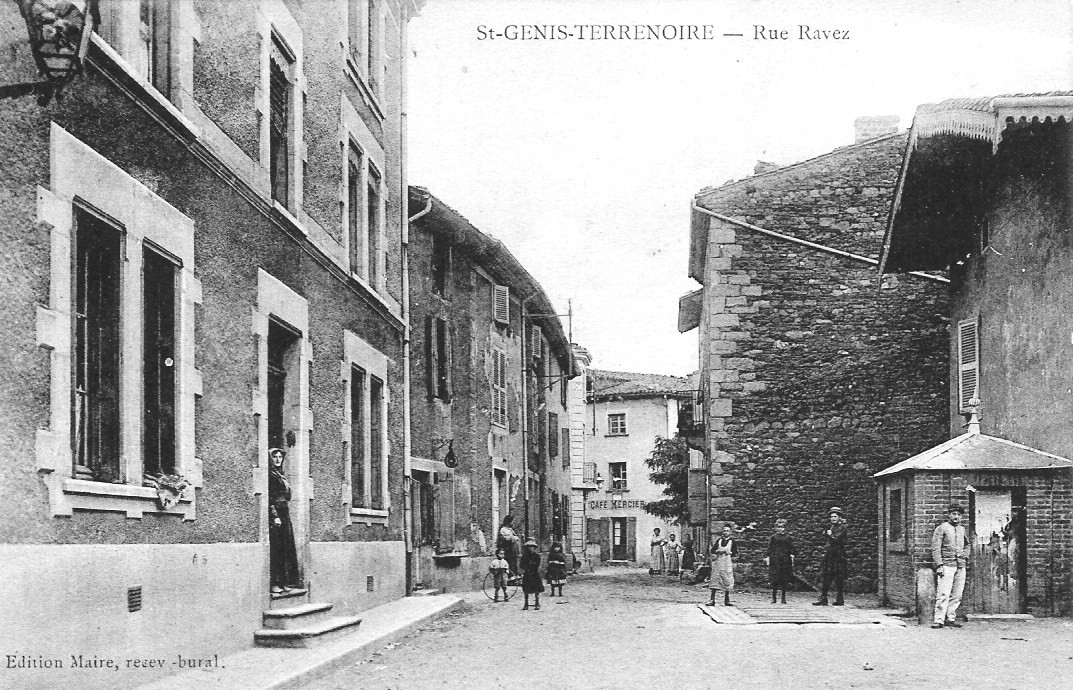
no 2 La rue Ravez et la bascule du poids public.

## Politique et administration

### Situation administrative
Genilac est l'une des 10 communes du canton de Rive-de-Gier qui totalisait 28 855 habitants en 2011. Le canton fait partie de la troisième circonscription de la Loire et de l'arrondissement de Saint-Étienne.
Genilac fait partie de la juridiction d'instance de Rive-de-Gier et de grande instance ainsi que de commerce de Saint-Étienne.

### Intercommunalité
- La commune de Genilac adhère à Saint-Étienne Métropole, un EPCI. Son organisation se rapproche de celle d'une commune. Chaque collectivité adhérente dispose d'un nombre de sièges proportionnel au nombre des habitants. Ses compétences concernent le développement économique, l'aménagement du territoire, l'enseignement et l'éducation, les équipements sportifs et culturels, l'environnement et le cadre de vie, les transports.
- Le Syndicat intercommunal du pays du Gier[24], est l'héritier de la « Conférence intercommunale » organisée par les communes de la Vallée du Gier au cours des années 1980. De 13 adhérents en 1986, la « Conférence » se transforme en Syndicat Intercommunal regroupant 23 communes en 1995. Ses missions concernent la promotion du territoire, la vie sociale et culturelle, l'agriculture, le tourisme, l'environnement…

### Héraldique
| Blason de Genilac | Blason  | D'azur à la barre d'or, au pampre de vigne fruité de gueules, tigé et feuillé de sinople, brochant sur le tout, au chef cousu de sable chargé de trois crézieux (lampes de mineur à huile et à mèche) d’argent. |
| Blason de Genilac | Détails | Le blason rappelle la vigne et la mine qui furent dès le Moyen Âge les activités principales du village de Saint-Genis-Terrenoire (Sanctus in terra nigra).                                                     |

### Administration municipale
Depuis 1973, date du regroupement entre les communes de La Cula et de Saint-Genis-Terrenoire, Genilac a le statut de Commune associée. Lors des élections municipales, chaque village présente une liste de candidats dont le nombre est proportionnel au % d'habitants dans la population totale. La commune est donc dirigée par un maire et un maire délégué.
À l'issue des élections municipales de 2014, le conseil municipal compte vingt-sept élus, dont deux au conseil communautaire.

### Liste des maires
| Période                                  | Période | Identité       | Étiquette | Qualité |
| ---------------------------------------- | ------- | -------------- | --------- | ------- |
| Les données manquantes sont à compléter. |         |                |           |         |
| 1973                                     | 1985    | Philippe André |           |         |

| Période                                  | Période | Identité | Étiquette | Qualité |
| ---------------------------------------- | ------- | -------- | --------- | ------- |
| Les données manquantes sont à compléter. |         |          |           |         |

| Période                                  | Période           | Identité      | Étiquette | Qualité |
| ---------------------------------------- | ----------------- | ------------- | --------- | ------- |
| Les données manquantes sont à compléter. |                   |               |           |         |
| 1971                                     | 1984              | Marcel Suzat  |           |         |
|                                          |                   | M. Roux       |           |         |
| juin 1995                                | mars 2011 (décès) | Jean Odin     | DVD       |         |
| mars 2011                                | mars 2014         | Maurice Boyer | DVD       |         |
| mars 2014                                | En cours          | Denis Barriol | UDI       |         |

### Tendances politiques et résultats
| Élections présidentielles, résultats des deuxièmes tours.                                  | Élections présidentielles, résultats des deuxièmes tours. | Élections présidentielles, résultats des deuxièmes tours. | Élections présidentielles, résultats des deuxièmes tours. | Élections présidentielles, résultats des deuxièmes tours. | Élections présidentielles, résultats des deuxièmes tours. | Élections présidentielles, résultats des deuxièmes tours. | Élections présidentielles, résultats des deuxièmes tours. |
| Année                                                                                      | Élu                                                       | Élu                                                       | Élu                                                       | Battu                                                     | Battu                                                     | Battu                                                     | Participation                                             |
| ------------------------------------------------------------------------------------------ | --------------------------------------------------------- | --------------------------------------------------------- | --------------------------------------------------------- | --------------------------------------------------------- | --------------------------------------------------------- | --------------------------------------------------------- | --------------------------------------------------------- |
| 2002                                                                                       | %                                                         | Jacques Chirac                                            | RPR                                                       | %                                                         | Jean-Marie Le Pen                                         | FN                                                        | %                                                         |
| 2007                                                                                       | %                                                         | Nicolas Sarkozy                                           | UMP                                                       | %                                                         | Ségolène Royal                                            | PS                                                        | %                                                         |
| 2012                                                                                       | %                                                         | François Hollande                                         | PS                                                        | %                                                         | Nicolas Sarkozy                                           | UMP                                                       | %                                                         |
| 2017                                                                                       | %                                                         | Emmanuel Macron                                           | EM                                                        | %                                                         | Marine Le Pen                                             | FN                                                        | %                                                         |
| 2022                                                                                       | %                                                         | Emmanuel Macron                                           | LREM                                                      | %                                                         | Marine Le Pen                                             | RN                                                        | %                                                         |
| Élections législatives, résultats des deux meilleurs scores du dernier tour de scrutin.    |                                                           |                                                           |                                                           |                                                           |                                                           |                                                           |                                                           |
| Année                                                                                      | Élu                                                       | Élu                                                       | Élu                                                       | Battu                                                     | Battu                                                     | Battu                                                     | Participation                                             |
| Genilac est répartie sur plusieurs circonscriptions, cf. les résultats des .               |                                                           |                                                           |                                                           |                                                           |                                                           |                                                           |                                                           |
| Avant 2010, Genilac est répartie sur plusieurs circonscriptions, cf. les résultats des .   |                                                           |                                                           |                                                           |                                                           |                                                           |                                                           |                                                           |
| 2002                                                                                       | 45,28 %                                                   | François Rochebloine                                      | UDF                                                       | 21,89 %                                                   | Christiane Farigoule                                      | PS                                                        | %                                                         |
| 2007                                                                                       | 45,75 %                                                   | François Rochebloine élu au premier tour                  | Nouveau Centre                                            | 23,84 %                                                   | Christiane Farigoule                                      | PS                                                        | %                                                         |
| Après 2010, Genilac est répartie sur plusieurs circonscriptions, cf. les résultats de .    |                                                           |                                                           |                                                           |                                                           |                                                           |                                                           |                                                           |
| 2012                                                                                       | %                                                         | François Rochebloine                                      | UDI                                                       | %                                                         | Philippe Kizirian                                         | PS                                                        | %                                                         |
| 2017                                                                                       | 52,62 %                                                   | Valéria Faure-Muntian                                     | LREM                                                      | 47,38 %                                                   | François Rochebloine                                      | UDI                                                       | %                                                         |
| 2022                                                                                       | %                                                         |                                                           |                                                           | %                                                         |                                                           |                                                           | %                                                         |
| 2024                                                                                       | %                                                         |                                                           |                                                           | %                                                         |                                                           |                                                           | %                                                         |
| Élections européennes, résultats des deux meilleurs scores.                                |                                                           |                                                           |                                                           |                                                           |                                                           |                                                           |                                                           |
| Année                                                                                      | Liste 1re                                                 | Liste 1re                                                 | Liste 1re                                                 | Liste 2e                                                  | Liste 2e                                                  | Liste 2e                                                  | Participation                                             |
| 2004                                                                                       | %                                                         |                                                           |                                                           | %                                                         |                                                           |                                                           | %                                                         |
| 2009                                                                                       | %                                                         |                                                           |                                                           | %                                                         |                                                           |                                                           | %                                                         |
| 2014                                                                                       | %                                                         |                                                           |                                                           | %                                                         |                                                           |                                                           | %                                                         |
| 2019                                                                                       | %                                                         |                                                           |                                                           | %                                                         |                                                           |                                                           | %                                                         |
| 2024                                                                                       | %                                                         |                                                           |                                                           | %                                                         |                                                           |                                                           | %                                                         |
| Élections régionales, résultats des deux meilleurs scores.                                 |                                                           |                                                           |                                                           |                                                           |                                                           |                                                           |                                                           |
| Année                                                                                      | Liste 1re                                                 | Liste 1re                                                 | Liste 1re                                                 | Liste 2e                                                  | Liste 2e                                                  | Liste 2e                                                  | Participation                                             |
| 2004                                                                                       | %                                                         |                                                           | PS                                                        | %                                                         |                                                           | UMP                                                       | %                                                         |
| 2010                                                                                       | %                                                         |                                                           | PS                                                        | 43,55 %                                                   |                                                           |                                                           | %                                                         |
| 2015                                                                                       | %                                                         |                                                           |                                                           | %                                                         |                                                           |                                                           | %                                                         |
| 2021                                                                                       | %                                                         |                                                           |                                                           | %                                                         |                                                           |                                                           | %                                                         |
| Élections cantonales, résultats des deux meilleurs scores du dernier tour de scrutin.      |                                                           |                                                           |                                                           |                                                           |                                                           |                                                           |                                                           |
| Année                                                                                      | Élu                                                       | Élu                                                       | Élu                                                       | Battu                                                     | Battu                                                     | Battu                                                     | Participation                                             |
| Genilac est répartie sur plusieurs cantons, cf. les résultats de ceux de .                 |                                                           |                                                           |                                                           |                                                           |                                                           |                                                           |                                                           |
| 2001                                                                                       | %                                                         |                                                           |                                                           | %                                                         |                                                           |                                                           | %                                                         |
| 2004                                                                                       | %                                                         | Jean-Claude Charvin                                       | DVD                                                       | %                                                         | Christiane Farigoule                                      | PS                                                        | %                                                         |
| 2008                                                                                       | %                                                         |                                                           |                                                           | %                                                         |                                                           |                                                           | %                                                         |
| 2011                                                                                       | 68,13 %                                                   | Jean-Claude Charvin                                       | UMP                                                       | 31,87 %                                                   | Robert Heyraud                                            | Front national                                            | %                                                         |
| Élections départementales, résultats des deux meilleurs scores du dernier tour de scrutin. |                                                           |                                                           |                                                           |                                                           |                                                           |                                                           |                                                           |
| Année                                                                                      | Élus                                                      | Élus                                                      | Élus                                                      | Battus                                                    | Battus                                                    | Battus                                                    | Participation                                             |
| Genilac est répartie sur plusieurs cantons, cf. les résultats de ceux de .                 |                                                           |                                                           |                                                           |                                                           |                                                           |                                                           |                                                           |
| 2015                                                                                       | %                                                         |                                                           |                                                           | %                                                         |                                                           |                                                           | %                                                         |
| 2021                                                                                       | %                                                         |                                                           |                                                           | %                                                         |                                                           |                                                           | %                                                         |
| Référendums.                                                                               |                                                           |                                                           |                                                           |                                                           |                                                           |                                                           |                                                           |
| Année                                                                                      | Oui (national)                                            | Oui (national)                                            | Oui (national)                                            | Non (national)                                            | Non (national)                                            | Non (national)                                            | Participation                                             |
| 1992                                                                                       | % (51,04 %)                                               | % (51,04 %)                                               | % (51,04 %)                                               | % (48,96 %)                                               | % (48,96 %)                                               | % (48,96 %)                                               | %                                                         |
| 2000                                                                                       | % (73,21 %)                                               | % (73,21 %)                                               | % (73,21 %)                                               | % (26,79 %)                                               | % (26,79 %)                                               | % (26,79 %)                                               | %                                                         |
| 2005                                                                                       | % (45,33 %)                                               | % (45,33 %)                                               | % (45,33 %)                                               | % (54,67 %)                                               | % (54,67 %)                                               | % (54,67 %)                                               | %                                                         |

### Élections nationales et européennes

#### Élections présidentielles

##### Élections de 2002
- Au premier tour des élections présidentielles de 2002, les électeurs de la commune ont  placé le candidat du Front national Jean-Marie Le Pen en tête avec 24 % des suffrages exprimés suivi du candidat RPR et président sortant Jacques Chirac. Le candidat socialiste Lionel Jospin a obtenu 12 %, voix. Si au second tour Genilac a voté massivement (77 %) pour le candidat de la droite parlementaire, le score de Jean-Marie Le Pen (23 %) est resté supérieur au score national (17,79 %)[58]).

##### Élections de 2007
- Nicolas Sarkozy est arrivé en tête avec 29 % au premier tour de l’élection présidentielle française de 2007, devançant Ségolène Royal (21 %) et François Bayrou 21 %, Jean-Marie Le Pen 13 %, Marie-George Buffet, 5 %, Olivier Besancenot 5 %.
- Au second tour Nicolas Sarkozy a obtenu 55 % des suffrages exprimés, devant Ségolène Royal 45 %.

##### Élections de 2012
Résultats des élections présidentielles
- Au premier tour des élections présidentielles de 2012, les électeurs de la commune ont placé François Hollande, candidat du Parti socialiste en tête avec 25,46 % des suffrages exprimés suivi du président sortant Nicolas Sarkozy candidat de l'UMP avec 24,19 %, Marine Le Pen du Front national 22,40 %, Jean-Luc Mélenchon du Front de gauche  avec 11,31 %, François Bayrou du MoDem 10,22 %, Nicolas Dupont-Aignan 1,92 %, Eva Joly 1,88 %, Philippe Poutou, 1,53 %, Nathalie Arthaud 0,79 % et Jacques Cheminade 0,31 %.
- Au deuxième tour François Hollande a obtenu 50,49 % et Nicolas Sarkozy 49,51 %.

#### Élections législatives
- Élections législatives de 2002
  - Au premier tour l'UDF, François Rochebloine, arrive en tête  avec 45,28 % des voix exprimées, suivi par le PS, Christiane Farigoule, avec 21,89 % des voix exprimées et le FN, Christian Grangis, avec 18,83 % des voix.
  - Au second tour, François Rochebloine, remporte cette élection avec 63,30 % des suffrages exprimés, face à 36,7 pour la candidate du PS, Christiane Farigoule.
- Élections législatives de 2007
  - Au premier tour, François Rochebloine, investit par le Nouveau Centre, arrive en tête avec 45,75 % des voix exprimées, suivi par Christiane Farigoule (PS), avec 23,84 % des voix.
  - Au second tour, François Rochebloine, remporte l'élection avec 56,20 % des voix, contre 43,80 % pour Christiane Farigoule.

#### Élections européennes
- Élections européennes de 2004
  - Michel Rocard (PS), arrive en tête, avec 26,66 % des voix, il est suivi par Françoise Grossetête (UMP) (17,1 %), par Jean-Marie Le Pen (FN) (12,15 %), Thierry Cornillet (UDF), Jean-Luc Bennahmias (10,24 %) (Les Verts) et Patrick Louis (5,96 %) (MPF).
- Élections européennes de 2009
  - Françoise Grossetête (UMP), arrive en tête, avec 23,74 % des voix, elle est suivie par Michèle Rivasi (Europe Écologie) (15,56 %), par Vincent Peillon (PS) (15,05 %), Jean-Marie Le Pen (FN) (8,89 %), Jean-Luc Bennahmias (MoDem) (8,18 %) et Marie-Christine Vergiat (5,76 %).

### Élections locales

#### Élections cantonales
- Élections cantonales de 2004 : Jean-Claude Charvin Divers droite a remporté cette élection dès le premier tour avec 53,09 % des suffrages, face au candidat du Parti communiste français, Jean Point avec 46,91 % des voix.
- Élections cantonales de 2011 (20 et 27 mars 2011)[59]

1. Résultats du 1er tour (dimanche 20 mars 2011)

Avec une participation 48,71 % soit 1 213 votants sur 2 490 inscrits, les électeurs ont placé en tête Robert Heyraud candidat du Front national avec 29,30 % des suffrages exprimés, puis le conseiller sortant DVD  Jean-Claude Charvin qui a obtenu 27,30 % des suffrages. Ils étaient suivis du candidat socialiste Martial Fauchet (15,53 % - 186 voix), du communiste Jean Point (14,19 % - 170 voix), du candidat écologiste Jacques Minnaert (12,35 % - 148 voix) et du candidat DVD Christian Nicorosi (1,34 % - 16 voix).
1. Résultats du second tour (dimanche 27 mars 2011)

Avec une participation de 49,88 %, 1 100 suffrages exprimés soit 89,37 % des votants, les habitants de Genilac ont accordé 40,63 % des suffrages à Robert Heyraud, Front national et 59,37 % à Jean-Claude Charvin, conseiller général sortant DVD.

#### Élections municipales
Le maire sortant a été battu aux élections municipales de 2014. Denis Barriol a remporté l'élection avec 65,91 % des voix ; il acquiert 23 sièges au conseil municipal dont 2 au conseil communautaire. Le taux de participation est de 69,40 %.

## Services publics

### Enseignement
La commune relève de l'Académie de Lyon. Les écoles sont gérées par l'inspection départementale de l’Éducation nationale de la Loire (département) à Saint-Étienne.
- L'enseignement primaire est assuré dans quatre établissements publics ou privés sous contrat d'association répartis sur les  trois secteurs de la commune : Le Sardon, Saint-Genis et La Cula.
- Comme il n' y a pas d'établissement d'enseignement secondaire, les élèves se rendent dans les collèges ou lycées de Rive-de-Gier et des environs par un service de transport scolaire.

### Transports publics
Le 6 octobre 2006, Saint-Étienne Métropole a créé une nouvelle ligne, la ligne 79. Cette ligne relie La Cula, Gelay, Tapigneu, Lachal, Verchères, Montellier à Rive-de-Gier en moins de 15 minutes. La ligne fonctionnait du lundi au vendredi de 6 h 50 à 20 h 35 avec 9 allers-retours.
Le 30 août 2010, après une refonte du réseau STAS, la ligne 79 devient la ligne 47 du réseau de Saint-Étienne Métropole. La ligne circule désormais le samedi (jusqu'en 2016).
Depuis le 31 août 2017, après une nouvelle refonte du réseau, la ligne 47 (La Cula - Gare Routière Rive-de-Gier) fusionne avec la ligne 46 (Saint-Martin-la-Plaine - Le Plantier > Gare Routière Rive-de-Gier). Elle gardera l'indice 47.
Aujourd'hui, la ligne fonctionne du lundi au vendredi de 6 h 15 à 19 h 45 environ.

## Population et société

### Démographie

#### Évolution démographique de La Cula (1793-1972)
| 1793 | 1800 | 1806 | 1821 | 1831 | 1836 | 1841 | 1846 | 1851 |
| ---- | ---- | ---- | ---- | ---- | ---- | ---- | ---- | ---- |
| 412  | 404  | 386  | 454  | 402  | 422  | 436  | 439  | 452  |

| 1856 | 1861 | 1866 | 1872 | 1876 | 1881 | 1886 | 1891 | 1896 |
| ---- | ---- | ---- | ---- | ---- | ---- | ---- | ---- | ---- |
| 443  | 423  | 423  | 406  | 402  | 404  | 444  | 410  | 404  |

| 1901 | 1906 | 1911 | 1921 | 1926 | 1931 | 1936 | 1946 | 1954 |
| ---- | ---- | ---- | ---- | ---- | ---- | ---- | ---- | ---- |
| 384  | 392  | 371  | 344  | 348  | 336  | 351  | 314  | 335  |

#### Évolution démographique de Saint Genis Terrenoire (1793-1972)
| 866   | 1793  | 1800  | 1806  | 1821  | 1831  | 1836  | 1841  | 1846  |
| ----- | ----- | ----- | ----- | ----- | ----- | ----- | ----- | ----- |
| 2 194 | 1 256 | 1 020 | 1 235 | 1 296 | 1 870 | 1 915 | 2 347 | 2 602 |

| 1851  | 1856  | 1861  | 1872  | 1876  | 1881  | 1886  | 1891  | 1896  |
| ----- | ----- | ----- | ----- | ----- | ----- | ----- | ----- | ----- |
| 2 671 | 2 671 | 2 306 | 2 040 | 1 950 | 2 016 | 1 914 | 1 740 | 1 701 |

| 1901  | 1906  | 1911  | 1921  | 1926  | 1931  | 1936  | 1946  | 1954  |
| ----- | ----- | ----- | ----- | ----- | ----- | ----- | ----- | ----- |
| 1 764 | 1 581 | 1 567 | 1 522 | 1 555 | 1 548 | 1 423 | 1 314 | 1 528 |

| 1962  | 1968  | - | - | - | - | - | - | - |
| ----- | ----- | - | - | - | - | - | - | - |
| 1 996 | 2 181 | - | - | - | - | - | - | - |

#### Évolution démographique de Genilac (depuis 1972)
L'évolution du nombre d'habitants est connue à travers les recensements de la population effectués dans la commune depuis 1975. Pour les communes de moins de 10 000 habitants, une enquête de recensement portant sur toute la population est réalisée tous les cinq ans, les populations de référence des années intermédiaires étant quant à elles estimées par interpolation ou extrapolation. Pour la commune, le premier recensement exhaustif entrant dans le cadre du nouveau dispositif a été réalisé en 2006.

En 2022, la commune comptait 3 821 habitants, en évolution de −1,52 % par rapport à 2016 (Loire : +1,32 %, France hors Mayotte : +2,11 %).
| 1975  | 1982  | 1990  | 1999  | 2006  | 2011  | 2016  | 2021  | 2022  |
| ----- | ----- | ----- | ----- | ----- | ----- | ----- | ----- | ----- |
| 2 533 | 2 608 | 2 860 | 3 104 | 3 563 | 3 763 | 3 880 | 3 843 | 3 821 |

#### Pyramide des âges
La population de la commune est relativement jeune.
En 2018, le taux de personnes d'un âge inférieur à 30 ans s'élève à 38,2 %, soit au-dessus de la moyenne départementale (35,0 %). À l'inverse, le taux de personnes d'âge supérieur à 60 ans est de 21,0 % la même année, alors qu'il est de 28,4 % au niveau départemental.
En 2018, la commune comptait 1 987 hommes pour 1 919 femmes, soit un taux de 50,87 % d'hommes, largement supérieur au taux départemental (48,35 %).
Les pyramides des âges de la commune et du département s'établissent comme suit.
| Hommes | Classe d’âge | Femmes |
| ------ | ------------ | ------ |
| 0,3    | 90 ou +      | 0,7    |
| 5,2    | 75-89 ans    | 6,3    |
| 13,9   | 60-74 ans    | 15,4   |
| 20,8   | 45-59 ans    | 19,3   |
| 19,4   | 30-44 ans    | 22,2   |
| 17,5   | 15-29 ans    | 15,1   |
| 22,9   | 0-14 ans     | 20,9   |

| Hommes | Classe d’âge | Femmes |
| ------ | ------------ | ------ |
| 0,8    | 90 ou +      | 2,3    |
| 8      | 75-89 ans    | 11     |
| 17,1   | 60-74 ans    | 18,2   |
| 19,5   | 45-59 ans    | 18,7   |
| 17,5   | 30-44 ans    | 17     |
| 17,9   | 15-29 ans    | 16     |
| 19     | 0-14 ans     | 16,8   |

## Économie

### Commerces et services
Le bourg de Genilac possède des commerces de proximité (boucherie, bar-tabac, boulangerie, pharmacie, supérette, coiffeurs).

### Agriculture
Située sur les coteaux du Jarez, l'activité agricole est principalement tournée vers l'arboriculture avec de nombreux vergers.

## Patrimoine

### Patrimoine archéologique: l'aqueduc du Gier
Des vestiges de l'aqueduc du Gier qui alimentait en eau la ville de Lyon (Lugdunum) à partir des eaux du Gier sont visibles en de nombreux points.
En particulier, le hameau de Leymieux abrite un vestige rare, témoin du savoir-faire des ingénieurs romains : le réservoir de chasse de la Durèze.

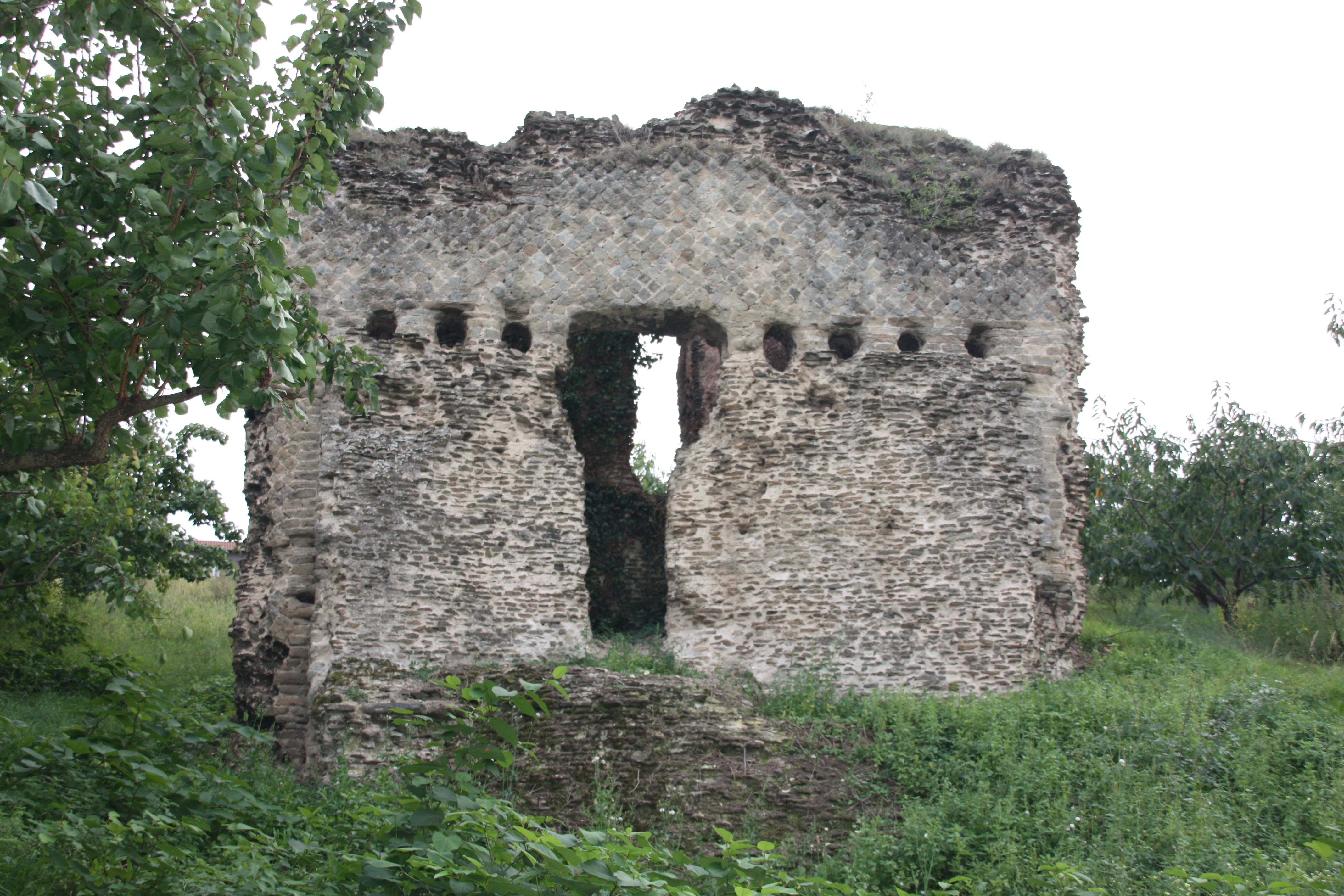
Réservoir de chasse de la Durèze.

Il était le départ d'un ensemble pont-siphon de près de 700 m de longueur et de 80 m de flèche qui permettait à l'eau de traverser la vallée de la Durèze à travers 9 tuyaux de plomb dont il ne reste aujourd'hui que l'emplacement.
Un autre pont-siphon de ce même aqueduc est visible à Soucieu-en-Jarrest. Un autre exemple d'aqueduc à double siphon a été mis au jour sur le site de la ville romaine d'Aspendos près d'Antalya au sud de la Turquie.

### Patrimoine architectural

#### Patrimoine religieux
- Église Saint-Genis de Genilac.

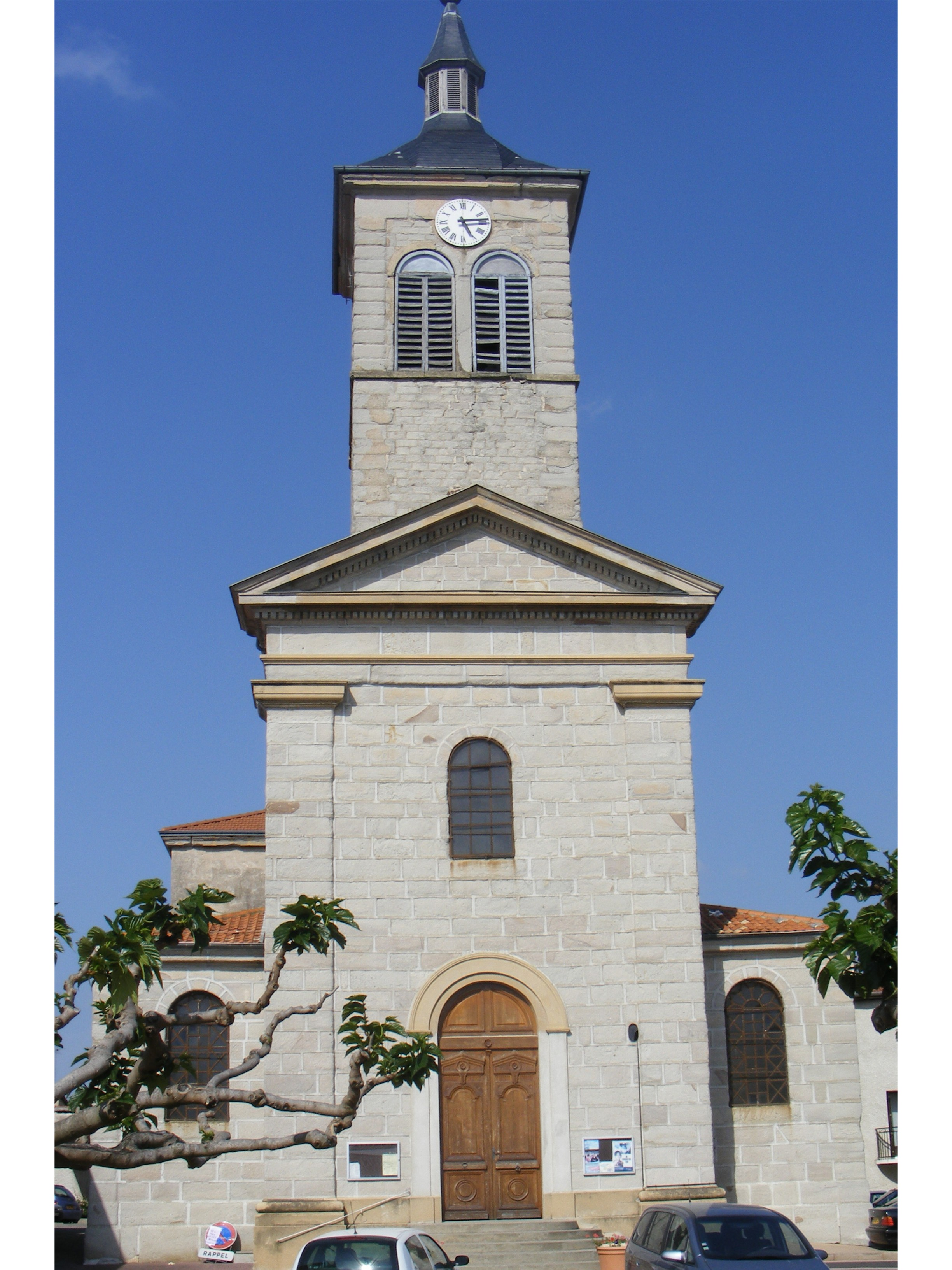
Église de Genilac.

- L'église de Saint-Genis-Terrenoire

L'église actuelle a été édifiée entre 1841 et 1843. Elle a remplacé une construction qui existait au XVIIe siècle mais démolie malgré plusieurs tentatives de restauration au début du XIXe siècle.
Elle est l'œuvre de l'architecte Chambeyron qui a conçu également l'église Saint-Jean de Rive-de-Gier. C'est un édifice représentatif de l'architecture néoclassique très prisée au début du XIXe siècle. La façade avec son fronton et ses pilastres d'angle auxquels répondent les colonnes doriques et ioniques de l'intérieur rappelle un temple grec. Le chemin de croix en plâtre est l'œuvre du sculpteur Joseph-Hugues Fabisch.
- L'église Saint-François-d'Assise de la Cula : elle a été construite entre 1858 et 1867 par l'architecte Granger après la création de la paroisse de La Cula en 1857. Elle est située au hameau du Gelay, carrefour de deux routes départementales en provenance de Saint-Martin-la-Plaine et Saint-Romain-en-Jarezet Rive-de-Gier. Elle est dédiée à François d'Assise.
- La chapelle Notre-Dame-de-Pitié Chapelle Notre-Dame-de-Pitié.

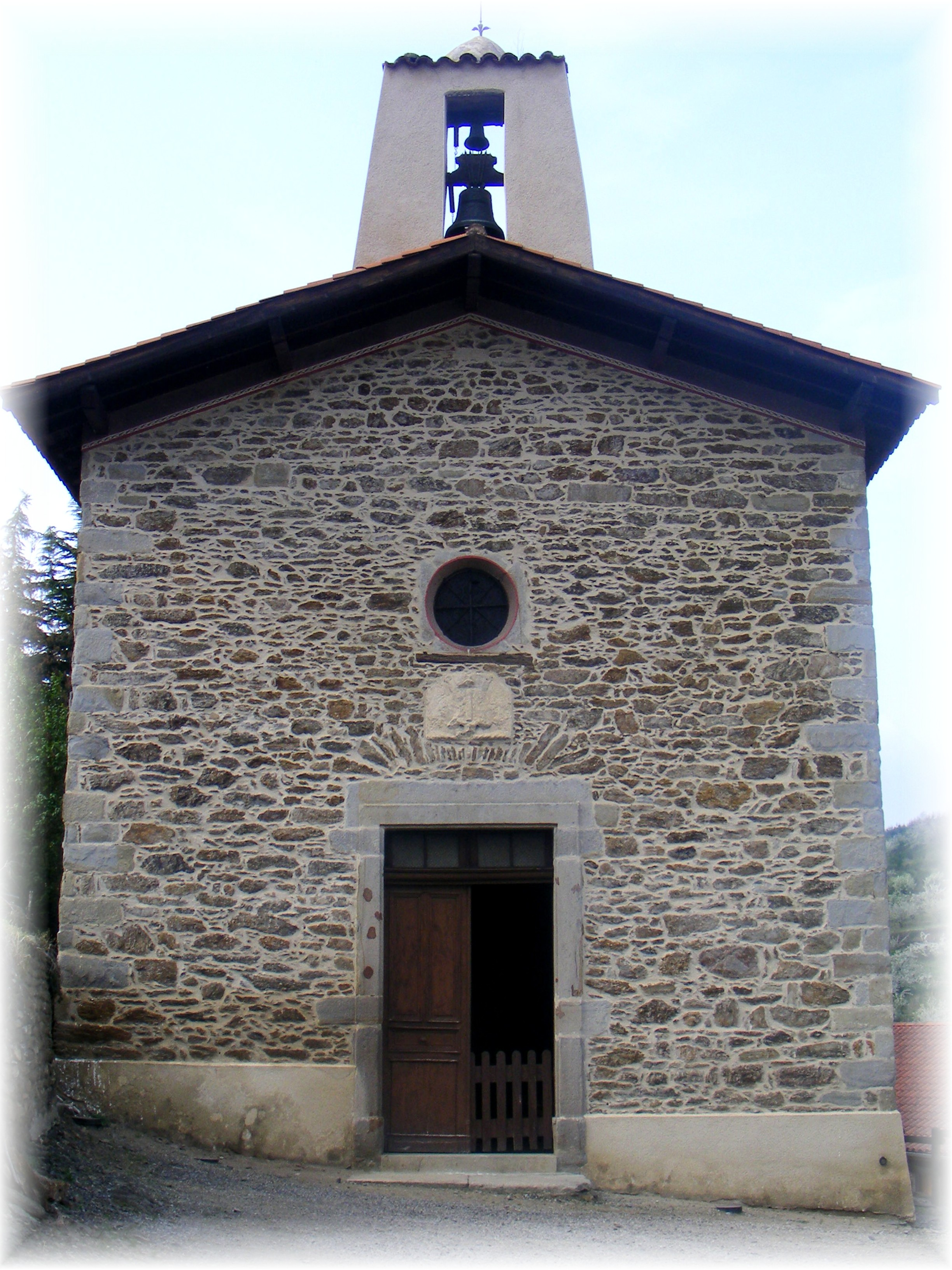
Chapelle Notre-Dame-de-Pitié.

Le bâtiment actuel date du début du XVIIe siècle (1627) et remplace une chapelle plus ancienne bâtie au XIVe siècle pendant la Peste noire. Elle est dédiée à Notre-Dame-des-Douleurs. C'est un pèlerinage local encore vivant. Les murs sont recouverts d'ex-voto antérieurs à la Seconde Guerre mondiale ; une copie de la statue de Notre-Dame de Pitié remplace l'orignal du XVIIIe siècle dérobé en 1974. La chapelle a servi d'église paroissiale jusqu'à l'achèvement en 1867 de l'église de la Cula.
- Les croix.

### Patrimoine industriel

#### Les anciennes concessions minières
Elles appartenaient au district central de Rive-de-Gier, sur un territoire délimité approximativement par la Durèze, le Feloin et le Gier. C'est un secteur qui fut exploité dès le XIVe siècle car les couches de charbon affleuraient ; le manque de rigueur et d'organisation dans les travaux, jusqu'à la création des concessions, explique la multiplicité des puits foncés et des accidents dus aux éboulements et inondations.
- La concession de Gravenand[68] a été créée par Ordonnance royale du 17 août 1825 sur une surface de 90 ha, elle a cessé toute activité en 1944.
- La concession de la Montagne du Feu[69] a été créée par Ordonnance royale du 17 novembre 1824. L'exploitation intensive du secteur au XVIIIe siècle a provoqué des inondations dans le secteur proche de la Durèze et dans la partie supérieure à partir de 1760, un incendie qui a duré près de trente ans, d'où le nom qui lui a été attribué.

### Lieux de mémoire
- Le monument aux morts :
- Au lieu-dit le Sardon, une plaque a été apposée en souvenir de Pierre Pouget, responsable du réseau local Ange dirigé par Maurice Buckmaster du Special Operations Executive. Il est mort à la prison Montluc à Lyon le 10 janvier 1944 après avoir été arrêté le 30 septembre 1943[70].

## Vie culturelle et associative
La vie associative a un rôle important dans l'animation de la commune. Elle est organisée autour de l'OCALE, une association qui fédère les associations locales (Organisme, Culture, Activités sportives, Loisirs et Éducation).

### Les activités culturelles et sportives

#### Les infrastructures
- La Médiathèque Paul Rigaut
- La Maison des Bourdonnes est le siège de l'Ocale
- Le centre sportif du Féloin
- Le centre nautique intercommunal de Gravenand Site du centre nautique.

Ouvert depuis juin 2008, le centre nautique a été réalisé par 17 des communes adhérentes au Syndicat intercommunal du Pays du Gier.
Situé sur la commune de Genilac il est proche de l'échangeur autoroutier du Sardon et de la ville de Rive-de-Gier.
Les habitants des communes adhérentes à sa réalisation (Cellieu, Chagnon, Châteauneuf, Dargoire, L'Horme, Genilac, La Grand'Croix, Pavezin, Rive-de-Gier, Saint-Martin-la-Plaine, Sainte-Croix-en-Jarez, Saint-Joseph, Saint-Paul-en-Jarez, Saint-Romain-en-Jarez, La Terrasse-sur-Dorlay, Tartaras, Valfleury), y bénéficient de tarifs préférentiels. Structure de détente et de loisirs, il est aussi largement fréquenté par les scolaires.

#### Les activités sportives
Les Sports collectifs sont pratiqués par plusieurs équipes :  le Football club de Genilac, le Handball des Pays du Gier.
Le CCLS (Centre culturel laïc et sportif) propose des cours de gymnastique, de sports de boules (pétanque et boules lyonnaise). Les sports de raquette sont bien représentés sur la commune : l'association La Jeanne d'Arc de Genilac anime une équipe de tennis de table, le tennis club de Genilac dispose de deux courts près de la salle de sports du Féloin et compte 50 licenciés et une école de tennis. Du badminton est proposé par l'association ABG 42.

### Médias
Il n'existe pas de média local traitant uniquement de Genilac, excepté le bulletin municipal édité par la mairie.
Le principal journal régional est le quotidien Le Progrès qui paraît dans le département de la Loire sous le titre La Tribune-Le Progrès ; l'édition Gier-Pilat  traite régulièrement de Genilac dans les pages  locales. Deux hebdomadaires régionaux La Gazette de la Loire et L'Essor  traitent ponctuellement de l'actualité de la commune.
L'actualité de la commune est également couverte par le quotidien en ligne Zoom 42. Située face à l'émetteur du Pilat situé au sommet du Crêt de l'Œillon, la commune capte les  décrochages régionaux de France 3 Rhône Alpes Auvergne mais ne reçoit pas les émissions de la chaîne locale TL7 Télévision Loire 7.

### Cultes
La commune dispose de trois lieux de culte (culte catholique) : l'église du bourg de  Saint-Genis-Terrenoire, l'église de la Cula située au hameau de  Tarévieux, la chapelle Notre-Dame-de-Pitié située au bourg de La Cula. Genilac relève de la paroisse catholique  de Sainte-Marie-Madeleine en Gier qui est une subdivision du diocèse de Saint-Étienne, lequel relève de la Province ecclésiastique de Lyon. La paroisse de Sainte-Marie-Madeleine en Gier regroupe 10 communes et 15 clochers.

## Personnalités liées à la commune
- Jean-Baptiste Pitaval (né le 10 février 1858 à Saint-Genis-Terrenoire, mort le 23 mai 1928), archevêque de Santa Fe, au Nouveau-Mexique (États-Unis), du 1er février 1909 au 29 juillet 1918.